# Bela Vista
Pour les articles homonymes, voir Bela Vista (homonymie).
Bela Vista est une ville brésilienne de l'État du Mato Grosso do Sul. La municipalité comptait 23 707 habitants en 2006. Elle s'étend sur 4 896 km2, à une altitude de 180 mètres.

## Maires
| Période | Période | Identité   | Étiquette | Qualité |
| ------- | ------- | ---------- | --------- | ------- |
| 2009    | 2012    | Chico Maia | PT        |         |